# Rihard II. Angleški
Rihard II. znan tudi kot Rihard Bordeauxski, je bil angleški kralj od leta 1377 do odstavitve leta 1399, * 6. januar 1367, † ok. 14. februar 1400. 
Bil je sin Edvarda, valižanskega princa in Joanne, grofica Kentske.  Rihardov oče je leta 1376 umrl in Riharda prepustil njegovemu staremu očetu, kralju Edvardu III. Po Edvardovi smrti je kralj postal desetletni Rihard.
V prvih letih Rihardovega vladanja je bila oblast v rokah vrste regentskih svetov, na katere sta vplivala Rihardova strica Ivan Gauntski in Tomaž Woodstoški. Anglija se je tedaj soočala z različnimi težavami, predvsem s stoletno vojno s Francijo. Velik izziv zanj je bil kmečki upor leta 1381, v katerem je mladi kralj odigral osrednjo vlogo pri uspešnem zatiranju te krize. Bil je manj bojevit kot njegov oče ali stari oče in si je prizadeval končati stoletno vojno. Rihard, ki je trdno verjel v kraljevo pravico, je omejil moč aristokracije in se namesto nanjo za vojaško zaščito zanašal na osebno spremstvo. V nasprotju s svojim starim očetom  je na dvoru gojil prefinjeno vzdušje, osredotočeno na umetnost in kulturo, v katerem je bil kralj vzvišena osebnost.
Kraljeva odvisnost od majhnega števila dvorjanov je povzročila nezadovoljstvo med vplivneži in leta 1387 je nadzor nad vlado prevzela skupina aristokratov, znana kot Lordi pritožniki. Do leta 1389 je Rihard ponovno prevzel oblast in naslednjih osem let vladal v relativni harmoniji s svojimi nekdanjimi nasprotniki. Leta 1397 se je Pritožnikom maščeval in jih mnogo usmrtil in izgnal. Naslednji dve leti njegovega vladanja so zgodovinarji opisali kot »Rihardovo tiranijo«. Po smrti Ivana Gauntskega je Rihard leta 1399 razdedinil njegovega izgnanega sina Henrika Bolingbroka. Bolingbrok je junija 1399 vdrl v Anglijo z majhno vojsko, ki je hitro rasla. Ker je naletel na majhen odpor, je Riharda II. odstavil in se sam okronal za kralja. Rihard II. naj bi bil v ujetništvu izstradan do smrti, vendar še vedno ostajajo vprašanja o njegovi končni usodi.
Richardov posmrtni sloves je v veliki meri oblikoval William Shakespeare, čigar drama Rihard II. prikazuje Rihardovo napačno vladanje in njegovo odstavitev kot odgovorno  za vojno dveh rož v 15. stoletju. Sodobni zgodovinarji te razlage ne sprejemajo, vendar Riharda ne razbremenjujejo odgovornosti za njegovo lastno odstavitev. Čeprav verjetno ni bil nor, kot so verjeli številni zgodovinarji 19. in 20. stoletja, je morda imel osebnostno motnjo, ki se je še posebej pokazala proti koncu njegove vladavine. Večina avtoritet se strinja, da njegova politika ni bila nerealna ali celo popolnoma brez primere, način, kako jo je izvajal, pa je bil povsem nesprejemljiv za politični establišment in je privedel do njegovega padca.

## Vzroki
Rihard iz Bordeauxa je bil mlajši sin valižanskega princa Edvarda in Ivane, grofice Kentske. Edvard, najstarejši sin Edvarda III. in dedič angleškega prestola, se je odlikoval kot vojaški poveljnik v zgodnjih fazah stoletne vojne, zlasti v bitki pri Poitiersu leta 1356. Po nadaljnjih vojaških avanturah je v Španiji leta 1370 zbolel za grižo. Nikoli si ni popolnoma opomogel in se je moral naslednje leto vrniti v Anglijo.
Rihard je bil rojen  v nadškofovski palači v Bordeauxu v angleški kneževini Akvitaniji 6. januarja 1367. Po sodobnih virih so bili ob njegovem rojstvu navzoči trije kralji, »kralj Kastilije, kralj Navare in kralj Portugalske«. Ta anekdota in dejstvo, da je bilo njegovo rojstvo na praznik Bogojavljenja, sta bila kasneje uporabljena v verskih  podobah Wiltonovega diptiha, na katerem  je Rihard eden od treh kraljev, ki se poklanjajo Devici z Detetom.
Rihardov starejši brat Edvard Angoulêmski je leta 1371 umrl malo pred svojim šestim rojstnim dnevom. Njegov in Rihardov oče je junija 1376 podlegel dolgotrajni bolezni.  Spodnji dom v angleškem parlamentu se je resnično bal, da bi Rihardov stric John Gaunt, uzurpiral prestol,  zato je Rihardu hitro podelil naslov valižanskega princa in druge naslove njegovega očeta.
21. junija 1377 je po 50-letni vladavini umrl Rihardov stari oče,  kralj Edvard III., ki je bil nekaj let pred smrtjo slaboten in onemogel. Posledica tega je bila, da je njegov restol nasledil desetletni Rihard. Okronan je bil  16. julija v Westminstrski opatiji. Strahovi pred ambicijami Ivana Gauntskega so ponovno vplivali na politične odločitve, zato se je Spodnji dom izognil regentstvu, ki bi ga vodili kraljevi strici. Namesto tega naj bi kralj nominalno vladal s pomočjo niza »stalnih svetov«,  iz katerih je bil Ivan Gauntski izključen.
Ivan je imel skupaj s svojim mlajšim bratom Tomažem Woodstoškim še vedno velik neformalen vpliv na vladne posle, vendar so kraljevi svetniki in prijatelji, zlasti Simon de Burley in Robert de Vere, 9. grof Oxfordski, vedno bolj pridobivali nadzor nad kraljevimi posli.
V nekaj treh letih so si svetniki prislužili nezaupanje Spodnjega doma do te mere, da so bili sveti leta 1380 ukinjeni. K nezadovoljstvu so prispevale tudi vse večje obdavčitve, naložene s tremi volilnimi davki med letoma 1377 in 1381, ki so bili porabljeni za neuspešne vojaške pohode na celino. Do leta 1381 je v nižjih ravneh angleške družbe prišlo do globoke zamere do vladajočih razredov.

## Zgodnje vladanje

### Kmečki upor
Iskra, ki je zanetila kmečki upor, je bil  volilni davek iz leta 1381, korenine upora pa so bile napetostih med kmeti in posestniki, ki so jih pospešile gospodarske in demografske posledice črne kuge in kasnejših epidemij. Upor se je začel v Kentu in Essexu konec maja, 12. junija pa so se skupine kmetov zbrale v Blackheathu blizu Londona pod vodstvom Wata Tylerja, Johna Balla in Jacka Strawa. Savojska palača Johna Gauntskega je bila požgana. Uporniki, ki so zahtevali popolno odpravo tlačanstva, so ubili canterburyjskega nadškofa Simona Sudburyja, ki je bil tudi lord kancler, in lorda visokega zakladnika Roberta Halesa.  Kralj, ki se je skupaj s svojimi svetniki zatekel v londonski Tower, se je strinjal, da krona nima dovolj sil za zatrtje upora in da so edina razumna možnost pogajanja.
Kako in koliko je v pogajanjih sodeloval Rihard, ni jasno, ker je bil star komaj štirinajst let. Zgodovinarji domnevajo, da je bil med zagovorniki pogajanj. Kralj je 13. junija odplul po Temzi proti Greenwichu, vendar mu je velika množica ljudi na bregovih v onemogočila pristanek in se je moral vrniti v Tower. Naslednji dan, v petek, 14. junija, se je na pot odpravil s konjem in srečal upornike pri Mile Endu. Pristal je na zahteve upornikov, kar jih je le še bolj opogumilo, da so nadaljevali so z ropanjem in pobijanjem. Rihard se je naslednji dan znova srečal z Watom Tylerjem v Smithfieldu in ponovil, da bodo zahteve izpolnjene, vendar vodja upornikov ni bil prepričan o kraljevi iskrenosti. Kraljevi možje so postali nemirni, izbruhnil je prepir in William Walworth, lord župan Londona, je potegnil Tylerja s konja in ga ubil. Razmere so postale napete, ko so uporniki spoznali, kaj se je zgodilo, toda kralj je ukrepal z mirno odločnostjo in rekel: »Jaz sem vaš kapitan, sledite mi!« in  odpeljal drhal s prizorišča. Walworth je medtem zbral vojsko, da bi obkolili kmečko vojsko, toda kralj je upornike pomilostil in jim dovolil, da se razidejo in vrnejo na svoje domove.
Kralj je kmalu zatem preklical listine o svobodi in pomilostitvi, ki jih je podelil. Ko so se nemiri nadaljevali v drugih delih države, je osebno odšel v Essex, da bi zatrl upor. 28. junija je pri Billericayu premagal zadnje upornike v manjšem spopadu in s tem končal kmečki upor. Rihard je kljub svoji mladosti pokazal velik pogum in odločnost pri soočanju z uporom. Dogodke so mu verjetno    predstavili kot nevarno neposlušnost in grožnjo kraljevi oblasti ter pomagali oblikovati njegov absolutistični odnos do kraljevanja, ki se je pozneje izkazal za usodnega za njegovo vladavino.

### Odraščanje
Rihard se je začel v letopisih jasno pojavljati šele v kmečkem uporu. Eno njegovih prvih pomembnih dejanj po uporu je bila poroka z Ano Češko, hčerko Karla IV., cesarja Svetega rimskega cesarstva, 20. januarja 1382. Poroka je imela diplomatski pomen: v razdelitvi Evrope, ki jo je povzročil zahodni razkol, sta bila Češka in Sveto rimsko cesarstvo videti kot potencialna angleška zaveznika proti Franciji v trajajoči stoletni vojni.  Poroka kljub temu v Angliji ni bila priljubljena. Kljub velikim vsotam denarja, dodeljenim cesarstvu, politično zavezništvo nikoli ni privedlo do vojaških zmag. Razen tega je bila zakonska zveza brez otrok. Ana je leta 1394 umrla zaradi kuge, kar je Rihard zelo obžaloval.
Ključna oseba v poročnih pogajanjih je Mihael de la Pole. Užival  je kraljevo zaupanje in se potem, ko je Rihard postal polnoleten,  postopoma vedno bolj vpletal v dvor in vlado. De la Pole je izhajal iz nadobudne trgovske družine. Parlament se je zato pritoževal, da je bil »iz nizkega stanu povzdignjen na položaj grofa«.  Ko ga je Rihard leta 1383 imenoval za kanclerja in dve leti kasneje za grofa Suffolka, je to povzročilo nasprotovanje bolj uveljavljenega plemstva.
Drug član ožjega kraljevega kroga je bil Robert de Vere, grof Oxfordski, ki se je v tem obdobju izkazal za kraljevega favorita. Richardovo tesno prijateljstvo z de Verejem političnemu establišmentu ni bilo všeč. Nezadovoljstvo se je še povečalo z grofovim povišanjem v nov naziv vojvoda Irske leta 1386.  Kronist Thomas Walsingham, je zaradi zamere,  ki jo je imel do kralja, nakazal, da je bilo razmerje med kraljem in de Verejem homoseksualne narave.
Napetosti so dosegle vrha zaradi odnosa do vojne v Franciji. Medtem ko bi se  dvorna stranka raje odločila za pogajanja, sta Gaunt in Buckingham pozivala k obsežni kampanji za zaščito angleških posesti.  Namesto miru se je začela tako imenovana križarska vojna, ki jo je vodil Henry le Despenser, škof iz Norwicha, ki je klavrno propadla.  Soočen z nazadovanjem na celini je Rihard svojo pozornost usmeril k francoski zaveznici, Kraljevini Škotski. Leta 1385 je sam vodil angleško kaznovalno odpravo na sever. Odprava je bila neuspešna 
in vojska se je morala vrniti, ne da bi se sploh spopadla s Škoti. Medtem je samo vstaja v Gentu preprečila francosko invazijo na južno Anglijo. Odnos med Rihardom in njegovim stricem Ivanom Gauntskim se je zaradi vojaškega neuspeha še poslabšal in Gaunt je leta 1386 zaradi govoric o zaroti proti njemu zapustil Anglijo in si prizadeval pridobiti kastiljski prestol. Ko je Gaunt odšel, je neuradno vodstvo naraščajočega nesoglasja proti kralju in njegovim dvorjanom prešlo na Buckinghama, ki je bil do takrat vojvoda Gloucesterski, in Riharda Fitzalana, četrtega grofa Arundelskega.

### Prva kriza (1386–1388)
Grožnja francoske invazije ni popustila, temveč se je v letu 1386 še okrepila. Oktobra tistega leta je Mihael de la Pole  kot kancler v parlamentu za obrambo kraljestva zahteval obdavčitev brez primere. Namesto da bi privolil, se je parlament odzval tako, da ni hotel obravnavati nobene zahteve do kanclerjeve odstavitve. Parlament, kasneje znan kot Čudoviti parlament, je domnevno deloval s podporo Gloucestra in Arundela. Kralj je na zahtevo parlamenta odgovoril, da »iz svoje kuhinje ne ob odpustil niti pomivalca posode«. Šele ko so mu zagrozili z odstavitvijo, je bil Rihard prisiljen popustiti in odpustiti de la Polea.  Ustanovljena je bila komisija, ki naj bi eno leto pregledovala in nadzirala kraljeve finance.
Richard je bil globoko vznemirjen zaradi omejevanja njegovih kraljevih pravic in je od februarja do novembra 1387 odšel na »turnejo« po državi, da bi zbral podporo za svojo stvar. Ko je za sodnika Chestra postavil de Verea, je začel v Cheshiru ustvarjati sebi zvesto vojaško bazo. Od vrhovnega sodnika Roberta Tresiliana je pridobil pravno razsodbo, da je bilo ravnanje parlamenta nezakonito in izdajalsko.
Ob vrnitvi v London se je kralj soočil z Gloucesterjem, Arundelom in Thomasom de Beauchampom, grofom Warwiškim, ki je vložil pritožbo zaradi izdaje proti de la Polu, de Vereju, Tresilianu in dvema drugima kralju zvestima pristašema - županu Londona Nicholasi Brembreju in yorškemu nadškofu Aleksandru Nevilleu. Rihard je pogajanja ustavil, da bi pridobil na času, saj je pričakoval, da bo de Vere prišel iz Cheshira z vojaškimi okrepitvami. Trije pritožniki so nato združili moči z Gauntovim sinom Henrikom Bolingbrokom, grofom Derbyja, in Thomasom de Mowbrayem, grofom Nottinghama. Nastala je skupina, ki je v zgodovini znana kot Lordi pritožniki. 20. decembra 1387 so de Vereja prestregli pri Radcot Bridgeu in porazili njegovo vojsko, da je moral pobegniti iz države.
Rihard zdaj ni imel druge izbire, kot da je ugodil zahtevam pritožnikov. Brembre in Tresilian sta bila obsojena na smrt in usmrčena, medtem ko sta bila de Vere in de la Pole,  ki sta do takrat zapustila državo, v parlamentu februarja 1388 obsojena na smrt. Postopek je šel še dlje. Usmrčeni so bili tudi številni Rihardovi vitezi komorniki, med njimi Burley. Pritožnikom je uspelo popolnoma razbiti krog kraljevih favoritov. [3]

## Kasnejše vladanje

### Krhek mir
Rihard je v mesecih po razpravah neusmiljenega parlamenta postopoma ponovno vzpostavil kraljevo oblast. Agresivna zunanja politika lordov pritožnikov je propadla, ko so se njihova prizadevanja za oblikovanje široke protifrancoske koalicije izjalovila in je sever Anglije postal žrtev vdora Škotov.  Rihard je bil star že več kot enaindvajset let in je lahko zahteval pravico do vladanja v svojem imenu.  Poleg tega se je Ivan Gaunt leta 1389 vrnil v Anglijo in poravnal svoje spore s kraljem, nakar je stari državnik deloval kot zmeren politik. Rihard je 3. maja 1389 prevzel popoln nadzor nad vlado in trdil, da so bile težave preteklih let posledica izključno slabih svetnikov. Orisal je zunanjo politiko, ki je bila obratna politiki pritožnikov, iskal mir in spravo s Francijo, in obljubil, da bo znatno znižal davke. Ko se je pomiril s svojimi nasprotniki, je mirno vladal naslednjih osem let. Kasnejši dogodki so pokazali, da ni pozabil žalitev, ki jih je moral prenesti. Zlasti ni mogel pozabiti usmrtitve njegovega nekdanjega učitelja Simona de Burleyja.
Po stabiliziranju stanja v kraljestvu se je Rihard začel pogajati o stalnem miru s Francijo. Predlog iz leta 1393 bi močno razširil ozemlje Akvitanije v korist  angleške krone, vendar je propadel, ker je vseboval zahtevo, da se angleški kralj pokloni francoskemu kralju. Pogoj je bil za angleško javnost nesprejemljiv. Namesto tega je bilo leta 1396 sklenjeno premirje, ki naj bi trajalo 28 let. Kot del premirja se je Rihard strinjal, da se bo poročil z Izabelo, hčerko francoskega Karla VI., ko bo postala polnoletna. Zaroka je povzročila nekaj pomislekov, zlasti zato, ker je bila princesa takrat stara šele šest let in še vrsto let ne bo mogla roditi dediča angleškega prestola.
Rihard, ki si je prizadeval za sklenitev miru s Francijo, je imel do razmer na Irskem drugačen pristop. Angleški lordi na Irskem so bili v nevarnosti, da jih bodo preplavila galska irska kraljestva, in so prosili kralja, naj posreduje. Jeseni 1394 je Rihard odšel na Irsko, kjer je ostal do maja 1395. Njegova vojska z več kot 8000 možmi je bila največja sila, ki je bila v poznem srednjem veku pripeljana na otok. Invazija je bila uspešna in številni irski poglavarji so se podredili angleški kroni. To je bil eden najuspešnejših dosežkov Rihardove vladavine, ki je okrepil tudi njegov položaj v Angliji. Kmalu se je izkazalo, da je bila utrditev angleškega položaja na Irskem kratkotrajna.

### Druga kriza (1397-1399)
Obdobje, ki ga zgodovinarji imenujejo »tiranija Riharda II.«, se je začelo proti koncu 1390. let. Kralj je dal julija 1397 aretirati Gloucestra, Arundela in Warwicka. Datumi teh aretacij in motivi zanje niso  povsem jasni. Ena od kronik je namigovala, da so načrtovali zaroto proti kralju, vendar zanjo ni nobenih dokazov. Bolj verjetno je, da se je Rihard preprosto počutil dovolj močnega, da se varno maščuje tem trem možem zaradi njihove vloge v dogodkih v letih 1386–1388 in jih odstrani kot grožnjo njegovi oblasti.
Arundel je bil prvi od trojice, ki so mu sodili v parlamentu septembra 1397. Po burnem prepiru s kraljem je bil obsojen na smrt in usmrčen. Gloucesterja je grof Nottinghamski zadržal v Calaisu, medtem ko je čakal na sojenje. Ko se je čas sojenja približal, je Nottingham oznanil, da je Gloucester mrtev. Kralj ga je zelo verjetno ukazal ubiti, da bi se izognil sramoti usmrtitve princa kraljevske krvi.
Na smrt je bil obsojen tudi Warwick, vendar so mu kazen zmanjšali na dosmrtno ječo. Arundelov brat, canterburyjski nadškof Tomaž Arundel, je bil dosmrtno izgnan.  Rihard je nato začel preganjati nasprotnike tudi drugod po državi. V več okrožjih je zaposlil pomočnike, ki so preganjali lokalne može, zveste pritožnikom. Globe, naložene tem možem, so kroni prinesle velike prihodke, čeprav so bili postopki verjetno nezakoniti.
Kraljeva dejanja so omogočila predvsem dogovarjanja Ivana Gauntskega, vendar ob podpori velike skupine drugih mogotcev, od katerih so bili mnogi nagrajeni z novimi visolimi naslovi in so jih omalovažujoče imenovali Richardovi »dukati«. Med njimi sta bila tudi nekdanja pritožnika:
- Henrik Bolingbroke, grof Derbyja, ki je postal vojvoda  Hereforda, in
- Tomaž Mowbrayski, grof Nottinghama, ki je postal vojvoda Norfolka.

Med dobitniki so bili tudi
- kraljev polbrat Ivan, grof Huntingdona, ki je postal vojvoda Exetra,
- kraljev nečak Tomaž Holland, grof Kenta, ki je bil povišan v vojvodo  Surreya,
- kraljev bratranec Edvard Norwiški, grof Rutlanda, ki je dobil Gloucesterjev francoski naslov vojvoda Aumaleja,
- Gauntov sin Ivan Beaufort, prvi grof Somerseta, ki je postal markiz Dorseta, in
- Ivan Montacute, tretji grof Salisburyja, in
- lord Tomaž le Despenser, ki je postal grof  Gloucesterski.[g]

Z zaseženimi ozemlji obsojenih pritožnikov je kralj te može nagradil z ozemlji, primernimi njihovim novim položajem.
Grožnja Rihardovi oblasti pa je še vedno obstajala v hiši Lancaster, ki sta jo zastopala John Gaunt in njegov sin Henrik Bolingbroke, vojvoda Herefordski. Hiša Lancaster ni imela le večjega bogastva kot katera koli druga družina v Angliji, ampak je bila tudi kraljevskega porekla in kot taka verjetni kandidat za Rihardovega naslednika, če bi umrl brez otrok.
Decembra 1397 je v notranjih krogih dvora izbruhnilo nesoglasje, ko sta se sprla Bolingbroke  in Mowbray. Po Bolingbrokeovih besedah je Mowbray trdil, da sta oba kot nekdanja lorda pritožnika naslednja v vrsti za kraljevo maščevanje. Mowbray je te obtožbe ostro zanikal, saj bi taka trditev pomenila izdajo. Parlamentarni odbor je sklenil, da morata zadevo rešiti z dvobojem, toda Rihard je v zadnjem trenutku namesto dvoboja oba izgnal: Mowbraya dosmrtno in Bolingbroka za deset let.
Leta 1398 je Rihard sklical parlament v Shrewsburyju, ki je vse akte neusmiljenega parlamenta razglasil za nične in neveljavne ter razglasil, da kralja pravno ni mogoče omejiti. Vso parlamentarno moč je prenesel na odbor dvanajstih lordov in šestih meščanov, izbranih med kraljevimi prijatelji. Rihard je postal absolutni vladar, nevezan na ponoven sklic parlamenta.
3. februarja 1399 je Ivan Gauntski umrl. Namesto da bi dovolil, da ga nasledi Bolingbroke, je Richard podaljšal obdobje njegovega izgnanstva na doživljenjsko in zasegel njegovo lastnino. Kralj se je počutil varnega pred Bolingbrokom, ki je živel v Parizu, saj Francozi niso nameravali izzivati Riharda in njegove mirovne politike. Rihard se je maja 1399 odpravil na drugi pohod na Irsko.

### Dvorna kultura
V zadnjih letih Rihardovega vladanja, zlasti v mesecih po obsodbi pritožnikov leta 1397, je imel  kralj praktično monopol nad oblastjo v državi, kar je bilo razmeroma neobičajno  v srednjeveški Angliji.  V tem obdobju se je morda pojavila posebna dvorna kultura, ki se je močno razlikovala od tiste iz prejšnjih časov. Razvila se je nova oblika nagovora. Če  so kralja prej naslavljali preprosto z »visočanstvo«, so zdaj pogosto uporabljali naslov »kraljevo veličanstvo« ali »visoko veličanstvo«. Rečeno je bilo, da je Rihard na slovesnih praznovanjih ure in ure brez besed sedel na svojem prestolu v kraljevi dvorani in vsak, ki ga je pogledal, je moral pred njim upogniti kolena. Navdih za to novo razkošje in poudarek na dostojanstvu je prišel z dvorov na celini, ne samo francoskega in češkega, ki sta bila domova  Rihardovih dveh žena, ampak tudi dvora, ki ga je vzdrževal njegov oče, medtem ko je bival v Akvitaniji.
Rihardov pristop do kraljevanja je temeljil na njegovem močnem prepričanju v kraljeve pravice, katerega začetke je mogoče najti v njegovi rani mladosti, ko so njegovo avtoriteto izpodbijali najprej kmečki upori in nato lordi pritožniki. Rihard je zavrnil pristop, ki ga je imel njegov stari oče Edvard III. do plemstva. Edvardov dvor je bil vojaški in je temeljil na soodvisnosti med kraljem in njegovimi najbolj zaupanja vrednimi plemiči kot vojaškimi stotniki. Po Rihardovem mnenju je tak pristop dal nevarno veliko  moči v roke teh baronov. Da bi se izognil odvisnosti od plemstva pri vojaškem rekrutiranju, je vodil politiko miru s Francijo. Istočasno je razvil lastno zasebno vojaško spremstvo, večje od spremstva katerega koli angleškega kralja pred njim, in mu podelil livrejske značke s svojim belim jelenom. Po vsem tem je lahko svobodno razvil dvorno vzdušje, v katerem je bil kralj oddaljena, čaščena osebnost, v središču pa sta bili umetnost in kultura in ne vojskovanje.

## Mecenstvo in umetnost
Rihard je v okviru uveljavljanja svoje avtoritete skušal gojiti tudi kraljevo podobo. V nasprotju z vsemi svojimi predhodniki na angleškem prestolu se je začel upodabljati kot vzvišeno veličanstvo. Ohranjena sta dva portreta: portret iz Westminstrske opatije v naravni velikosti, naslikan okoli leta 1390, in Wiltonski diptih iz obdobja 1394–1399. Slednjega je mogoče prenašati in je bil  verjetno namenjen spremljanju Riharda na njegovi irski kampanji. Diptih je eden od redkih ohranjenih angleških primerov dvornega mednarodnega gotskega slikarskega sloga, ki se je razvil na dvorih celine, zlasti v Pragi in Parizu.  Rihardovi izdatki za nakit, bogat tekstil in kovine so bili veliko višji kot izdatki za slike, zato ni ohranjeno nobeno delo, ki bi ga lahko povezali neposredno z njim. Izjema je krona, »ena majvečjih umetnin gotike«, izdelana verjetno iz zlata, ki je pripadalo njegovi ženi Ani Češki.
Med Rihardovimi najveličastnejšimi projekti na področju arhitekture je bila Westminstrska dvorana, najstarejši ohranjeni del Westminstrske palače, ki je bila med njegovo vladavino obsežno prezidana.  V niše na stenah dvorane je bilo postavljenih petnajst kipov kraljev v naravni velikosti. Streha s kladivastimi oboki, delo kraljevega tesarja Hugha Herlanda, ki velja za »največjo stvaritev srednjeveške lesene arhitekture«, je omogočila zamenjavo prvotnih treh romanskih ladij z enim samim ogromnim odprtim  prostorom in podestom na koncu, kjer je Rihard lahko sedel v samoti. Ohranjenih je samo šest precej poškodovanih kipov kraljev. Dvorana je bila kasneje preurejena, sicer pa je ohranila svoj videz iz Rihardovih časov. Prezidavo dvorane je že leta 1245 začel Henrik III., vendar je do Rihardovega časa že več kot stoletje mirovala.
Pokroviteljstvo dvora nad književnostjo je bilo še posebej pomembno, ker se je angleški jezik v tem obdobju oblikoval kot knjižni jezik. Za Rihardove pokroviteljstvo poezije ni neposrednih dokazov, a je na njegovem dvoru kljub temu uspevala. Največji pesnik tega časa, Geoffrey Chaucer, je služil kralju kot diplomat, carinik in uradnik pri The King's Works, in v tem času ustvaril  nekaj najbolj znanih del. Chaucer je bil tudi v službi Ivana Gauntskega in napisal Knjigo vojvodinje kot hvalnico Gauntovi ženi Blanche. Chaucerjev kolega in prijatelj John Gower je napisal svojo Confessio Amantis po neposrednem Richardovem naročilu, čeprav je kasneje postal razočaran nad kraljem.

## Padec

### Odstavitev
Junija 1399 je Ludvik I., vojvoda Orléanski, prevzel nadzor nad dvorom norega francoskega Karla VI. Politika zbliževanja z angleško krono ni ustrezala Ludvikovim političnim ambicijam, zato se mu je zdelo primerno dovoliti Henriku Bolingbroku oditi v Anglijo. Bolingbroke je z majhno skupino privržencev proti koncu junija 1399 pristal v Ravenspurju v Yorkshiru.  Okoli njega so se kmalu zbrali možje iz okolice. Na srečanju s Henrikom Percyjem, prvim grofom Northumberlandskim, ki je imel pomisleke glede kralja, je Bolingbroke vztrajal, da je njegov edini cilj ponovno pridobiti izgubljeno dediščino. Percy mu je verjel na besedo in se ni hotel vmešavati.
Kralj je s seboj na Irsko vzel večino svojih domačih vitezov in zvestih članov svojega plemstva, zato je Bolingbroke med prodiranjem proti jugu naletel na malo odpora. Oskrbnik kraljestva Edmund, vojvoda Yorški, ni imel druge izbire, kot da se je postavil na Bolingbrokovo stran. Rihard se je medtem z zamudo vrnil z Irske in je v Walesu pristal šele 24. julija. Odpravil se je v Conwy, kjer se je 12. avgusta srečal z grofom Northumberlandskim in se zaćel pogajati. 19. avgusta se je Rihard predal Henriku Bolingbroku na gradu Flint in obljubil, da bo abdiciral, če mu bo prizaneseno življenje. Oba moža sta se nato vrnila v London, kjer so ob prihodu 1. septembra kralja zaprli v Londonski Tower.
Henriku Bolingbroku je bil do zdaj popolnoma odločen, da prevzame prestol, utemeljitev za to dejanje pa se je izkazala za težavno. Za Riharda so trdili, da je zaradi svoje tiranije in slabega vladanja postal nevreden biti kralj, toda Henrik ni bil naslednji v vrsti za prestol. Domnevni dedič je bil Edmund Mortimer, peti grof Marcha, pravnuk drugega preživelega sina Edvarda III., Lionela, vojvode Clarenškega. Bolingbrokov oče Ivan Gauntski je bil Edvardov tretji sin, ki je odrasel. Težavo so rešili s poudarjanjem Henrikovega porekla po neposredni moški liniji, medtem ko je bil Marchov rod po njegovi babici Filipi Clarenški.
Glede na uradni zapis, ki ga je canterburyjski nadškof prebral med skupščino lordov in občin v Westminstrski dvorani v torek, 30. septembra, se je Rihard prostovoljno odrekel svoji kroni in potrdil svojo odstavitev, pri čemer je kot razlog navedel svojo nevrednost biti monarh. 
Kronika Traison et Mort opisuje srečanje med Rihardom in Henrikom,  ki se je zgodilo dan pred zasedanjem parlamenta. Kralj je podlegel slepi jezi, ukazal svojo izpustitev iz Towerja, svojega bratranca označil za izdajalca, zahteval, da vidi svojo ženo, in prisegel na maščevanje ter odvrgel pokrivalo, medtem ko je Henrik zavrnil storiti karkoli brez odobritve parlamenta. Ko se je parlament sestal, da bi razpravljal o Rihardovi usodi, je Ivan Trevor, škof St Asapha, prebral triintrideset členov o odstavitvi, ki so jih lordi in občine soglasno sprejeli. 1. oktobra 1399 je bil Rihard II. uradno odstavljen. 13. oktobra, na praznik Edvarda Spovednika, je bil Henrik Bolingbroke okronan za novega angleškega kralja.

### Smrt
Henrik se je strinjal, da Riharda po abdikaciji pusti pri življenju. Vse se je spremenilo, ko se je razkrilo, da so grofje Huntingdon, Kent in Salisbury ter lord Despenser in morda tudi grof Rutlandski, degradirani s položajev, ki jim jih je podelil Rihard, načrtovali umor novega kralja in vrnitev Riharda na angleški prestol. Da bi se izognili njegovi vrnitvi, so Riharda v ječi na gradu Pontefract domnevno izstradali do smrti. Umrl je 14. februarja 1400 ali približno takrat. Obstaja nekaj dvomov tako o datumu kot o  načinu njegove smrti. Njegovo truplo so odnesli južno od Pontefracta in 17. februarja razstavili v stolnici svetega Pavla. 6. marca so ga pokopali v samostanu King's Langley.
Govoricam, da je Rihard še vedno živ, v Angliji nikoli niso preveč  zaupali, na Škotskem pa je človek, prepoznan kot Rihard, prišel v roke regenta Albanyja, nastanjenega v gradu Stirling, in služil kot domnevni  in morda nejevoljni vodja raznih protilancastrskih in lollardskih spletk v Angliji. Vlada Henrika IV. ga je zavrnila kot sleparja, več virov z obeh strani meje pa nakazuje, da je bil duševno bolan. Eden od virov ga je pred smrtjo leta 1419 opisal tudi kot »berača«, vendar je bil pokopan kot kralj v lokalnem dominikanskem samostanu v Stirlingu. 
Henrik IV. se je medtem leta 1413 prizadeval odkupiti za očetov umor in utišati govorice o Rihardovem preživetju in ukazal, da se Rihardovo truplo prenese iz King's Langleyja v Westminstrsko opatijo v dovršeno grobnico, ki jo je Rihard zgradil in v njej pokopal svojo ženo Ano.

## Značaj in ocena vladanja
Sodobni pisci, tudi tisti kralju manj naklonjeni, so se strinjali, da je bil Rihard »najlepši kralj z belim, zaobljenim in ženstvenim obrazom«, kar nakazuje, da mu je manjkalo moškosti. Bil je atletske postave in visok. Ko so leta 1871 odprli njegovo grobnico, so ugotovili, da je bil visok 182 cm. Bil je inteligenten in dobro načitan, ko je bil vznemirjen, pa je bil nagnjen k jecljanju. Medtem ko je portret iz Westminstrske opatije verjetno precej podoben kralja, ga Wiltonov diptih prikazuje bistveno mlajšega, kot je takrat bil. Domneva se, da je takrat nosil brado. Kar se vere tiče, je bil ortodoksen in zlasti proti koncu svoje vladavine močan nasprotnik krivoverstva Lollardov. Še posebej je bil predan kultu Edvarda Spovednika. Čeprav ni bil kralj bojevnik kot njegov stari oče, je užival v turnirjih in lovu.
Na ljudski pogled na Riharda je bolj kot karkoli drugega vplivala Shakespearova igra Rihard II. Shakespearov Rihard je bil krut, maščevalen in neodgovoren kralj, ki je dosegel videz veličine šele po padcu z oblasti. Pri pisanju leposlovja si je Shakespeare vzel veliko svobode in marsikaj opustil. Svojo igro je zasnoval na delih pisateljev, kot sta bila Edvard Hall in Samuel Daniel, ona pa sta svoja pisanja oprla na sodobne kroniste, kot je bil Thomas Walsingham. Hall in Daniel sta bila del tudorskega zgodovinopisja, ki je bilo Rihardu zelo nenaklonjeno. Tudorska ortodoksnost, ki jo je okrepil Shakespeare, je videla kontinuiteto v državljanskih nesoglasjih, ki so se začela z Rihardovo napačno vladavino in se niso končala do prihoda Henrika VII. leta 1485. Zamisel, da je bil Rihard kriv za vojno dveh rož  v poznem 15. stoletju, je prevladovala šele v 19. stoletju, vendar je bila v 20. stoletju izpodbijana.  Nekateri novejši zgodovinarji na vojne vrtnic raje gledajo ločeno od vladavine Riharda II.
Rihardovo duševno stanje je bilo glavno vprašanje zgodovinskih razprav, odkar so se prvi akademski zgodovinarji začeli v 19. stoletju ukvarjati s to temo. Eden prvih sodobnih zgodovinarjev, ki se je ukvarjal z Rihardom II. kot kraljem in osebo, je bil škof Stubbs. Stubbs je trdil, da je proti koncu njegove vladavine Rihardov um »popolnoma izgubljal ravnotežje«. Zgodovinar Anthony Steel, ki je leta 1941 napisal popolno kraljevo biografijo, je ubral psihiatrični pristop k vprašanju in ugotovil, da je imel Rihard shizofrenijo. Njegovo trditev je izpodbijal V.H. Galbraith, ki je trdil, da ni zgodovinske podlage za takšno diagnozo. Nigel Saul, ki je napisal najnovejšo akademsko biografijo o Rihardu II., priznava, čeprav ni podlage za takšno domnevo, da je imel kralj duševno bolezen in kazal jasne znake narcistične osebnosti. Proti koncu njegove vladavine je  »Rihardovo dojemanje realnosti postajalo vse šibkejše«.
Eno od glavnih zgodovinopisnih vprašanj v zvezi z Rihardom zadeva njegovo politično agendo in razloge za njen neuspeh. Njegovo kraljevanje naj bi vsebovalo elemente zgodnjemoderne absolutne monarhije, kot jo je ponazarjala dinastija Tudor. Pred kratkim so nekateri videli Rihardov koncept kraljevanja kot ne tako drugačnega od koncepta njegovih predhodnikov in da je prav z ostankom v okviru tradicionalne monarhije lahko dosegel toliko, kot je. Njegova dejanja so bila vsekakor preveč ekstremna in prenaglljena. Odsotnost vojne naj bi zmanjšala breme obdavčitve in tako pripomogla k Rihardovi priljubljenosti v parlamentu, vendar kralj svoje obljube o znižanju davkov nikoli ni izpolnil. Stroški njegovega spremstva, razkošje dvora in Rihardovo izdatno pokroviteljstvo njegovih ljubljencev so se izkazali za vsaj  tako veliki, kot bi bili stroški za vojno, vendar od njih ni bilo nobenih koristi.  Rihardovo politiko stalne vojske sta kasneje posnemala Edvard IV. in Henrik VII., Rihardovo izključno zanašanje na grofijo Cheshire pa je škodilo njegovi podpori preostalih delov države.

## Družinsko drevo
|                                |                                |                                |                                |                                |                                |  |  | Edmund Woodstoški grof Kentski | Edmund Woodstoški grof Kentski | Edmund Woodstoški grof Kentski | Edmund Woodstoški grof Kentski | Edmund Woodstoški grof Kentski | Edmund Woodstoški grof Kentski |  |  |                                             |                                             |                                             |                                             |                                             |                                             |  |  |                                       |                                       |                                       |                                       |                                       |                                       |  |  | Edvard WindsorskiEdvard III. vl. 1327-1377 | Edvard WindsorskiEdvard III. vl. 1327-1377 | Edvard WindsorskiEdvard III. vl. 1327-1377 | Edvard WindsorskiEdvard III. vl. 1327-1377 | Edvard WindsorskiEdvard III. vl. 1327-1377 | Edvard WindsorskiEdvard III. vl. 1327-1377 |  |  |                                  |                                  |                                  |                                  |                                  |                                  |  |  |                                        |                                        |                                        |                                        |                                        |                                        |  |  |  |  |  |  |  |  |  |  |  |  |  |  |  |  |  |  |  |  |
|                                |                                |                                |                                |                                |                                |  |  | Edmund Woodstoški grof Kentski | Edmund Woodstoški grof Kentski | Edmund Woodstoški grof Kentski | Edmund Woodstoški grof Kentski | Edmund Woodstoški grof Kentski | Edmund Woodstoški grof Kentski |  |  |                                             |                                             |                                             |                                             |                                             |                                             |  |  |                                       |                                       |                                       |                                       |                                       |                                       |  |  | Edvard WindsorskiEdvard III. vl. 1327-1377 | Edvard WindsorskiEdvard III. vl. 1327-1377 | Edvard WindsorskiEdvard III. vl. 1327-1377 | Edvard WindsorskiEdvard III. vl. 1327-1377 | Edvard WindsorskiEdvard III. vl. 1327-1377 | Edvard WindsorskiEdvard III. vl. 1327-1377 |  |  |                                  |                                  |                                  |                                  |                                  |                                  |  |  |                                        |                                        |                                        |                                        |                                        |                                        |  |  |  |  |  |  |  |  |  |  |  |  |  |  |  |  |  |  |  |  |
|                                |                                |                                |                                |                                |                                |  |  |                                |                                |                                |                                |                                |                                |  |  |                                             |                                             |                                             |                                             |                                             |                                             |  |  |                                       |                                       |                                       |                                       |                                       |                                       |  |  |                                            |                                            |                                            |                                            |                                            |                                            |  |  |                                  |                                  |                                  |                                  |                                  |                                  |  |  |                                        |                                        |                                        |                                        |                                        |                                        |  |  |  |  |  |  |  |  |  |  |  |  |  |  |  |  |  |  |  |  |
| Tomaž Holland grof Kentski     | Tomaž Holland grof Kentski     | Tomaž Holland grof Kentski     | Tomaž Holland grof Kentski     | Tomaž Holland grof Kentski     | Tomaž Holland grof Kentski     |  |  | Ivana grofica Kentska          | Ivana grofica Kentska          | Ivana grofica Kentska          | Ivana grofica Kentska          | Ivana grofica Kentska          | Ivana grofica Kentska          |  |  | Edvard Woodstoški Črni princ                | Edvard Woodstoški Črni princ                | Edvard Woodstoški Črni princ                | Edvard Woodstoški Črni princ                | Edvard Woodstoški Črni princ                | Edvard Woodstoški Črni princ                |  |  | Lionel Antwerpenski vojvoda Clarenški | Lionel Antwerpenski vojvoda Clarenški | Lionel Antwerpenski vojvoda Clarenški | Lionel Antwerpenski vojvoda Clarenški | Lionel Antwerpenski vojvoda Clarenški | Lionel Antwerpenski vojvoda Clarenški |  |  | Ivan Gauntski vojvoda Lancasterski         | Ivan Gauntski vojvoda Lancasterski         | Ivan Gauntski vojvoda Lancasterski         | Ivan Gauntski vojvoda Lancasterski         | Ivan Gauntski vojvoda Lancasterski         | Ivan Gauntski vojvoda Lancasterski         |  |  | Edmund Langleyski vojvoda Yorški | Edmund Langleyski vojvoda Yorški | Edmund Langleyski vojvoda Yorški | Edmund Langleyski vojvoda Yorški | Edmund Langleyski vojvoda Yorški | Edmund Langleyski vojvoda Yorški |  |  | Tomaž Woodstoški vojvoda Gloucesterski | Tomaž Woodstoški vojvoda Gloucesterski | Tomaž Woodstoški vojvoda Gloucesterski | Tomaž Woodstoški vojvoda Gloucesterski | Tomaž Woodstoški vojvoda Gloucesterski | Tomaž Woodstoški vojvoda Gloucesterski |  |  |  |  |  |  |  |  |  |  |  |  |  |  |  |  |  |  |  |  |
| Tomaž Holland grof Kentski     | Tomaž Holland grof Kentski     | Tomaž Holland grof Kentski     | Tomaž Holland grof Kentski     | Tomaž Holland grof Kentski     | Tomaž Holland grof Kentski     |  |  | Ivana grofica Kentska          | Ivana grofica Kentska          | Ivana grofica Kentska          | Ivana grofica Kentska          | Ivana grofica Kentska          | Ivana grofica Kentska          |  |  | Edvard Woodstoški Črni princ                | Edvard Woodstoški Črni princ                | Edvard Woodstoški Črni princ                | Edvard Woodstoški Črni princ                | Edvard Woodstoški Črni princ                | Edvard Woodstoški Črni princ                |  |  | Lionel Antwerpenski vojvoda Clarenški | Lionel Antwerpenski vojvoda Clarenški | Lionel Antwerpenski vojvoda Clarenški | Lionel Antwerpenski vojvoda Clarenški | Lionel Antwerpenski vojvoda Clarenški | Lionel Antwerpenski vojvoda Clarenški |  |  | Ivan Gauntski vojvoda Lancasterski         | Ivan Gauntski vojvoda Lancasterski         | Ivan Gauntski vojvoda Lancasterski         | Ivan Gauntski vojvoda Lancasterski         | Ivan Gauntski vojvoda Lancasterski         | Ivan Gauntski vojvoda Lancasterski         |  |  | Edmund Langleyski vojvoda Yorški | Edmund Langleyski vojvoda Yorški | Edmund Langleyski vojvoda Yorški | Edmund Langleyski vojvoda Yorški | Edmund Langleyski vojvoda Yorški | Edmund Langleyski vojvoda Yorški |  |  | Tomaž Woodstoški vojvoda Gloucesterski | Tomaž Woodstoški vojvoda Gloucesterski | Tomaž Woodstoški vojvoda Gloucesterski | Tomaž Woodstoški vojvoda Gloucesterski | Tomaž Woodstoški vojvoda Gloucesterski | Tomaž Woodstoški vojvoda Gloucesterski |  |  |  |  |  |  |  |  |  |  |  |  |  |  |  |  |  |  |  |  |
|                                |                                |                                |                                |                                |                                |  |  |                                |                                |                                |                                |                                |                                |  |  |                                             |                                             |                                             |                                             |                                             |                                             |  |  |                                       |                                       |                                       |                                       |                                       |                                       |  |  |                                            |                                            |                                            |                                            |                                            |                                            |  |  |                                  |                                  |                                  |                                  |                                  |                                  |  |  |                                        |                                        |                                        |                                        |                                        |                                        |  |  |  |  |  |  |  |  |  |  |  |  |  |  |  |  |  |  |  |  |
|                                |                                |                                |                                |                                |                                |  |  |                                |                                |                                |                                |                                |                                |  |  |                                             |                                             |                                             |                                             |                                             |                                             |  |  |                                       |                                       |                                       |                                       |                                       |                                       |  |  |                                            |                                            |                                            |                                            |                                            |                                            |  |  |                                  |                                  |                                  |                                  |                                  |                                  |  |  |                                        |                                        |                                        |                                        |                                        |                                        |  |  |  |  |  |  |  |  |  |  |  |  |  |  |  |  |  |  |  |  |
| Ivan Holland vojvoda Exeterski | Ivan Holland vojvoda Exeterski | Ivan Holland vojvoda Exeterski | Ivan Holland vojvoda Exeterski | Ivan Holland vojvoda Exeterski | Ivan Holland vojvoda Exeterski |  |  | Tomaž Holland vojvoda Kentski  | Tomaž Holland vojvoda Kentski  | Tomaž Holland vojvoda Kentski  | Tomaž Holland vojvoda Kentski  | Tomaž Holland vojvoda Kentski  | Tomaž Holland vojvoda Kentski  |  |  | Rihard BordeauxjskiRihard II. vl. 1377-1399 | Rihard BordeauxjskiRihard II. vl. 1377-1399 | Rihard BordeauxjskiRihard II. vl. 1377-1399 | Rihard BordeauxjskiRihard II. vl. 1377-1399 | Rihard BordeauxjskiRihard II. vl. 1377-1399 | Rihard BordeauxjskiRihard II. vl. 1377-1399 |  |  | Filipa Clarenška grofica Ulsterska    | Filipa Clarenška grofica Ulsterska    | Filipa Clarenška grofica Ulsterska    | Filipa Clarenška grofica Ulsterska    | Filipa Clarenška grofica Ulsterska    | Filipa Clarenška grofica Ulsterska    |  |  | Henrik BolingbrokeHenrik IV. vl. 1399-1413 | Henrik BolingbrokeHenrik IV. vl. 1399-1413 | Henrik BolingbrokeHenrik IV. vl. 1399-1413 | Henrik BolingbrokeHenrik IV. vl. 1399-1413 | Henrik BolingbrokeHenrik IV. vl. 1399-1413 | Henrik BolingbrokeHenrik IV. vl. 1399-1413 |  |  | Edward Norwiški vojvoda Yorški   | Edward Norwiški vojvoda Yorški   | Edward Norwiški vojvoda Yorški   | Edward Norwiški vojvoda Yorški   | Edward Norwiški vojvoda Yorški   | Edward Norwiški vojvoda Yorški   |  |  |                                        |                                        |                                        |                                        |                                        |                                        |  |  |  |  |  |  |  |  |  |  |  |  |  |  |  |  |  |  |  |  |
| Ivan Holland vojvoda Exeterski | Ivan Holland vojvoda Exeterski | Ivan Holland vojvoda Exeterski | Ivan Holland vojvoda Exeterski | Ivan Holland vojvoda Exeterski | Ivan Holland vojvoda Exeterski |  |  | Tomaž Holland vojvoda Kentski  | Tomaž Holland vojvoda Kentski  | Tomaž Holland vojvoda Kentski  | Tomaž Holland vojvoda Kentski  | Tomaž Holland vojvoda Kentski  | Tomaž Holland vojvoda Kentski  |  |  | Rihard BordeauxjskiRihard II. vl. 1377-1399 | Rihard BordeauxjskiRihard II. vl. 1377-1399 | Rihard BordeauxjskiRihard II. vl. 1377-1399 | Rihard BordeauxjskiRihard II. vl. 1377-1399 | Rihard BordeauxjskiRihard II. vl. 1377-1399 | Rihard BordeauxjskiRihard II. vl. 1377-1399 |  |  | Filipa Clarenška grofica Ulsterska    | Filipa Clarenška grofica Ulsterska    | Filipa Clarenška grofica Ulsterska    | Filipa Clarenška grofica Ulsterska    | Filipa Clarenška grofica Ulsterska    | Filipa Clarenška grofica Ulsterska    |  |  | Henrik BolingbrokeHenrik IV. vl. 1399-1413 | Henrik BolingbrokeHenrik IV. vl. 1399-1413 | Henrik BolingbrokeHenrik IV. vl. 1399-1413 | Henrik BolingbrokeHenrik IV. vl. 1399-1413 | Henrik BolingbrokeHenrik IV. vl. 1399-1413 | Henrik BolingbrokeHenrik IV. vl. 1399-1413 |  |  | Edward Norwiški vojvoda Yorški   | Edward Norwiški vojvoda Yorški   | Edward Norwiški vojvoda Yorški   | Edward Norwiški vojvoda Yorški   | Edward Norwiški vojvoda Yorški   | Edward Norwiški vojvoda Yorški   |  |  |                                        |                                        |                                        |                                        |                                        |                                        |  |  |  |  |  |  |  |  |  |  |  |  |  |  |  |  |  |  |  |  |
|                                |                                |                                |                                |                                |                                |  |  |                                |                                |                                |                                |                                |                                |  |  |                                             |                                             |                                             |                                             |                                             |                                             |  |  |                                       |                                       |                                       |                                       |                                       |                                       |  |  |                                            |                                            |                                            |                                            |                                            |                                            |  |  |                                  |                                  |                                  |                                  |                                  |                                  |  |  |                                        |                                        |                                        |                                        |                                        |                                        |  |  |  |  |  |  |  |  |  |  |  |  |  |  |  |  |  |  |  |  |
|                                |                                |                                |                                |                                |                                |  |  | Tomaž Holland Duke of Surrey   | Tomaž Holland Duke of Surrey   | Tomaž Holland Duke of Surrey   | Tomaž Holland Duke of Surrey   | Tomaž Holland Duke of Surrey   | Tomaž Holland Duke of Surrey   |  |  | Eleanora Holland grofica Marška             | Eleanora Holland grofica Marška             | Eleanora Holland grofica Marška             | Eleanora Holland grofica Marška             | Eleanora Holland grofica Marška             | Eleanora Holland grofica Marška             |  |  | Roger Mortimer grof Marški            | Roger Mortimer grof Marški            | Roger Mortimer grof Marški            | Roger Mortimer grof Marški            | Roger Mortimer grof Marški            | Roger Mortimer grof Marški            |  |  | Henrik MonmouthskiHenrik V. vl. 1413-1422  | Henrik MonmouthskiHenrik V. vl. 1413-1422  | Henrik MonmouthskiHenrik V. vl. 1413-1422  | Henrik MonmouthskiHenrik V. vl. 1413-1422  | Henrik MonmouthskiHenrik V. vl. 1413-1422  | Henrik MonmouthskiHenrik V. vl. 1413-1422  |  |  |                                  |                                  |                                  |                                  |                                  |                                  |  |  |                                        |                                        |                                        |                                        |                                        |                                        |  |  |  |  |  |  |  |  |  |  |  |  |  |  |  |  |  |  |  |  |
|                                |                                |                                |                                |                                |                                |  |  | Tomaž Holland Duke of Surrey   | Tomaž Holland Duke of Surrey   | Tomaž Holland Duke of Surrey   | Tomaž Holland Duke of Surrey   | Tomaž Holland Duke of Surrey   | Tomaž Holland Duke of Surrey   |  |  | Eleanora Holland grofica Marška             | Eleanora Holland grofica Marška             | Eleanora Holland grofica Marška             | Eleanora Holland grofica Marška             | Eleanora Holland grofica Marška             | Eleanora Holland grofica Marška             |  |  | Roger Mortimer grof Marški            | Roger Mortimer grof Marški            | Roger Mortimer grof Marški            | Roger Mortimer grof Marški            | Roger Mortimer grof Marški            | Roger Mortimer grof Marški            |  |  | Henrik MonmouthskiHenrik V. vl. 1413-1422  | Henrik MonmouthskiHenrik V. vl. 1413-1422  | Henrik MonmouthskiHenrik V. vl. 1413-1422  | Henrik MonmouthskiHenrik V. vl. 1413-1422  | Henrik MonmouthskiHenrik V. vl. 1413-1422  | Henrik MonmouthskiHenrik V. vl. 1413-1422  |  |  |                                  |                                  |                                  |                                  |                                  |                                  |  |  |                                        |                                        |                                        |                                        |                                        |                                        |  |  |  |  |  |  |  |  |  |  |  |  |  |  |  |  |  |  |  |  |
|                                |                                |                                |                                |                                |                                |  |  |                                |                                |                                |                                |                                |                                |  |  |                                             |                                             |                                             |                                             |                                             |                                             |  |  |                                       |                                       |                                       |                                       |                                       |                                       |  |  |                                            |                                            |                                            |                                            |                                            |                                            |  |  |                                  |                                  |                                  |                                  |                                  |                                  |  |  |                                        |                                        |                                        |                                        |                                        |                                        |  |  |  |  |  |  |  |  |  |  |  |  |  |  |  |  |  |  |  |  |
|                                |                                |                                |                                |                                |                                |  |  |                                |                                |                                |                                |                                |                                |  |  |                                             |                                             |                                             |                                             |                                             |                                             |  |  |                                       |                                       |                                       |                                       |                                       |                                       |  |  |                                            |                                            |                                            |                                            |                                            |                                            |  |  |                                  |                                  |                                  |                                  |                                  |                                  |  |  |                                        |                                        |                                        |                                        |                                        |                                        |  |  |  |  |  |  |  |  |  |  |  |  |  |  |  |  |  |  |  |  |
|                                |                                |                                |                                |                                |                                |  |  |                                |                                |                                |                                |                                |                                |  |  |                                             |                                             |                                             |                                             |                                             |                                             |  |  | Edmund Mortimer grof Marški           |                                       |                                       |                                       |                                       |                                       |  |  |                                            |                                            |                                            |                                            |                                            |                                            |  |  |                                  |                                  |                                  |                                  |                                  |                                  |  |  |                                        |                                        |                                        |                                        |                                        |                                        |  |  |  |  |  |  |  |  |  |  |  |  |  |  |  |  |  |  |  |  |

### Kronike
- (1993) Chronicles of the Revolution, 1397–1400: The Reign of Richard II, ed. Chris Given-Wilson. Manchester: Manchester University Press. ISBN 0-7190-3526-0.
- Jean Froissart (1978). Chronicles, ed. Geoffrey Brereton. London: Penguin. ISBN 0-14-044200-6.
- (1977) Historia Vitae et Regni Ricardi Secundi, ur. George B. Stow. Philadelphia: University of Pennsylvania Press. ISBN 0-8122-7718-X.
- Henry Knighton (1995). Knighton's Chronicle 1337–1396, ur. G. H. Martin. Oxford: Clarendon Press. ISBN 0-19-820503-1.
- Thomas Walsingham (1862–1864). Historia Anglicana 2 vols., ur. Henry Thomas Riley. London: Longman, Roberts, and Green

### Sekundarni viri
- Alexander, Jonathan; Binski, Paul (ur.) (1987). Age of Chivalry, Art in Plantagenet England, 1200–1400. London: Royal Academy/Weidenfeld & Nicolson.
- Allmand, Christopher (1988). The Hundred Years War: England and France at War c. 1300 – c. 1450. Cambridge: Cambridge University Press. ISBN 0-521-31923-4.
- Bennett, Michael J. (1999). Richard II and the Revolution of 1399. Stroud: Sutton Publishing. ISBN 0-7509-2283-4.
- Castor, Helen (2000). The King, the Crown, and the Duchy of Lancaster: Public Authority and Private Power, 1399–1461. Oxford: Oxford University Press. str. 8–21. ISBN 0-19-820622-4.
- Dodd, Gwilym, ur. (2000). The Reign of Richard II. Stroud: Tempus Publishing. ISBN 0-7524-1797-5.
- Gillespie, James; Goodman, Anthony, ur. (1997). The Age of Richard II. Stroud: Sutton Publishing. ISBN 0-7509-1452-1.
- Gillespie, James; Goodman, Anthony, ur. (1998). Richard II: The Art of Kingship. Oxford: Clarendon Press. ISBN 0-19-820189-3.
- Goodman, Anthony (1971). The Loyal Conspiracy: The Lords Appellant under Richard II. London: Routledge. ISBN 0-7100-7074-8.
- Goodman, Anthony (1992). John of Gaunt: The Exercise of Princely Power in Fourteenth-Century Europe. Burnt Mill, Harlow, Essex: Longman. ISBN 0-582-09813-0.
- Harriss, Gerald (2005). Shaping the Nation: England, 1360–1461. Oxford: Oxford University Press. ISBN 0-19-822816-3.
- Hilton, Rodney (1973). Bond Men Made Free: Medieval Peasant Movements and the English Rising of 1381. London: Temple Smith. ISBN 0-85117-039-0.
- Michael Jones, ur. (2000). The New Cambridge Medieval History, vol. 6: c. 1300 – c. 1415. Cambridge: Cambridge University Press. ISBN 0-521-36290-3.
- Keen, Maurice (1973). England in the Late Middle Ages. London: Methuen Publishing. ISBN 0-416-75990-4.
- Michael Levey (1971). Painting at Court. London: Weidenfeld and Nicolson.
- McKisack, May (1959). The Fourteenth Century: 1307–1399. Oxford: Oxford University Press. ISBN 0-19-821712-9.
- Mortimer, Ian (2007). The Fears of King Henry IV: The Life of England's Self-Made King. London: Jonathan Cape. ISBN 978-0-224-07300-4.
- Saul, Nigel (1997). Richard II. New Haven: Yale University Press. ISBN 0-300-07003-9.
- Saul, Nigel (2005). The Three Richards: Richard I, Richard II and Richard III. London: Hambledon. ISBN 1-85285-286-0.
- Steel, Anthony (1941). Richard II. Cambridge: Cambridge University Press.
- Tuck, Anthony (1985). Crown and Nobility 1272–1461: Political Conflict in Late Medieval England. London: Fontana. ISBN 0-00-686084-2.
- Tuck, Anthony (2004). »Richard II (1367–1400)«. Oxford Dictionary of National Biography. Oxford: Oxford University Press. doi:10.1093/ref:odnb/23499.